# فریا آلن
فریا آلن (انگلیسی: Freya Allan؛ زادهٔ ۶ سپتامبر ۲۰۰۱) بازیگر انگلیسی است. او برای بازی در مجموعهٔ تلویزیونی فانتزی ویچر (از ۲۰۱۹) شناخته‌شده‌تر است. او در سال ۲۰۲۴ در فیلم اکشن علمی تخیلی پادشاهی سیاره میمون‌ها به ایفای نقش پرداخت.

## زندگی و حرفه
فریا آلن در ۶ سپتامبر ۲۰۰۱ در آکسفورد زاده شد و در مدرسه هدینگتون در آکسفورد شرکت کرد. آلن تحصیلات هنری خود را در مدرسه ملی فیلم و تلویزیون در بیکنزفیلد، باکینگهام‌شر ادامه داد؛ او در آن‌جا به‌عنوان بخشی از تحصیلات بازیگری خود، در دو فیلم کوتاه به نام‌های Bluebird و The Christmas Tree بازی کرد. آلن به تحصیل در دانشگاه هنر بورنموث ادامه داد و در آنجا نقش لیندا را در فیلم کوتاه Captain Fierce اجرا کرد.
آلن در نخستین قسمت از درام سال ۲۰۱۹ بی‌بی‌سی یعنی جنگ دنیاها نقش کوچکی بازی کرد. او از سال ۲۰۱۹ در مجموعهٔ فانتزی ویچر محصول نتفلیکس بازی می‌کند. آلن ابتدا برای نقش کوچکی در قسمت نخست انتخاب شد، اما بعداً نقش اصلی سیری را گرفت. در حالی که فصل نخست مجموعه فیلم‌برداری می‌شد، او به مدت هشت ماه در بوداپست زندگی کرد.
آلن در سال ۲۰۲۳ برای بازی در نقش می، یک زن جوان وحشی، در فیلم علمی تخیلی پادشاهی سیاره میمون‌ها  انتخاب شد.

## فیلم‌شناسی
| سال        | عنوان                 | نقش              | یادداشت           |
| ---------- | --------------------- | ---------------- | ----------------- |
| ۲۰۱۷       | پرنده آبی             | دنی              | فیلم کوتاه        |
| ۲۰۱۷       | درخت کریسمس           | دختر درخت کریسمس | فیلم کوتاه        |
| ۲۰۱۷       | کاپیتان فیرس          | لیندا            | فیلم کوتاه        |
| ۲۰۱۸       | در بدلندز             | مینروا جوان      | یک قسمت           |
| ۲۰۱۹       | جنگ جهان‌ها            | مری              | یک قسمت           |
| ۲۰۱۹–اکنون | ویچر                  | سیریلا «سیری»    | نقش اصلی          |
| ۲۰۲۰       | روز سوم               | کالی             | مینی‌سریال؛ ۵ قسمت |
| ۲۰۲۱       | میلک شیک باروتی       | سم جوان          |                   |
| ۲۰۲۴       | پادشاهی سیاره میمون‌ها | می/نوا           |                   |

## جوایز و نامزدی‌ها
| سال  | جایزه       | دسته‌بندی           | اثر  | نتیجه    | منبع  |
| ---- | ----------- | ------------------ | ---- | -------- | ----- |
| ۲۰۲۱ | جایزه ساترن | بهترین بازیگر جوان | ویچر | نامزدشده | [ ۷ ] |